# Patricija
Patricija ist ein litauischer weiblicher Vorname, abgeleitet von Patricius, eine Form von Patricia.

## Namensträgerinnen
- Patricija Ionel (* 1995), litauische Tänzerin
- Patricija Šulin (1965–2021),  slowenische Politikerin, Parlamentsmitglied
- Patricija Poderytė,  litauische Musikerin und Politikerin, Vizeministerin